# Mexikói–amerikai háború
A mexikói–amerikai háború 1846-tól 1848-ig tartó katonai konfliktus volt az Amerikai Egyesült Államok és Mexikó között Texas 1845-ös USA-hoz való csatolása után.

a hadmozdulatok

## Előzménye
Texas már 1836-ban kivált Mexikóból, ám ezt ők nem ismerték el, lázadó tartományként kezelték. 1838-ban azonban Mexikóba francia expedíciós hadsereg nyomult be. A cukrászháborúnak nevezett konfliktust a nemzetközi közvélemény is megmosolygással fogadta, Mexikóban a vereség és az azt követő hadisarccal felérő hatalmas kártérítés megfizetése miatt nőttön-nőtt az elégedetlenség. Antonio López de Santa Anna tábornok vezetésével hiába indítottak támadást Texas ellen, a kisebb államnak sikerült katonai győzelmet aratnia. Az Egyesült Államokat a háború részben megosztotta. A Whig Párt és a legdélebbi demokraták ellenezték, míg a legtöbb politikus a „nyilvánvaló végzetbe” vetett hit miatt támogatta a háborút. Mexikóban a háborút a nemzeti büszkeség megvédésének tekintették és harcot újból felélesztett Texas 1845-ös csatlakozása az USA-hoz.

## A háború
A mexikói–amerikai háború a mai Texas, Új-Mexikó, Kalifornia, Északkelet- és Közép-Mexikó, valamint Mexikóváros területén zajlott. Kaliforniában amerikai telepesek és a Santa Annával elégedetlenkedő emberek Texashoz hasonló államot hoztak létre, mely azonnal átállt az amerikaiak oldalára. A mexikóiak főbb tábornokai Antonio López de Santa Anna, Mariano Arista, Pedro de Ampudia és José Mariá Flores voltak. Az amerikai oldalon pedig Zachary Taylor, Winfield Scott és Stephen W. Kearny volt. A mexikóiak 25 000-40 000, az amerikaiak pedig 78 790 katonával vettek részt a háborúban. A mexikói oldalon 25 000 sebesültje és halottja volt ennek a katonai konfliktusnak. Ezzel szemben az USA oldalán 13 271 halott, ebből azonban "csak" 1733 ember vesztette életét katonai akció során, a többi sárgalázban és egyéb betegségekben hunyt el, ezen kívül 4152 sebesült és 9200 dezertőr volt.

## Következménye

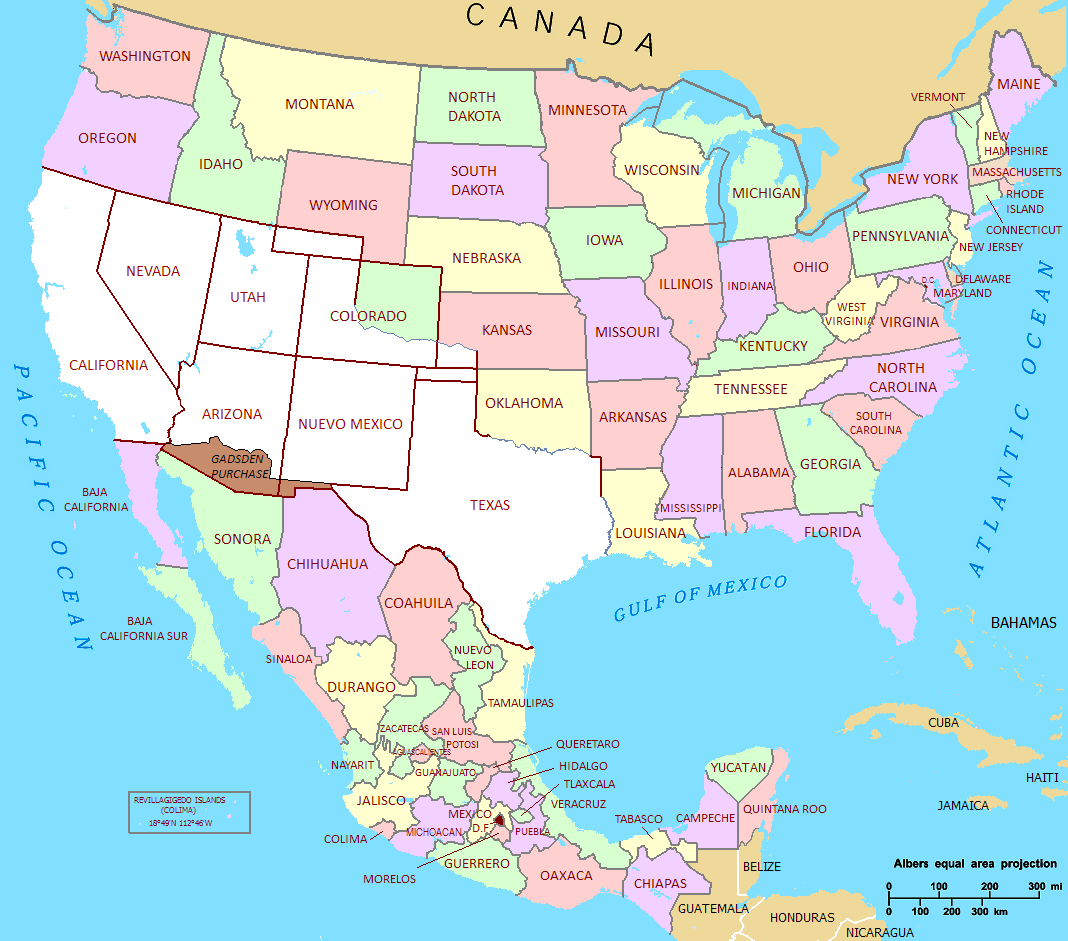
Mexikó területei veszteségei az 1846-48-as háború és az 1853-as Gadsden-vétel következtében

A háború legfontosabb következménye az volt, hogy Mexikónak le kellett mondania területének feléről (kb. 1,37 millió km²-ről), vagyis Alta Californiát és Santa Fé de Nuevo Méxicót át kellett engednie az Amerikai Egyesült Államoknak a Guadalupe Hidalgó-i békeszerződésben.